# Strictly Leakage
Albums de Atmosphere
You Can't Imagine How Much Fun We're Having
(2005) When Life Gives You Lemons, You Paint That Shit Gold
(2008)
Strictly Leakage est une mixtape d'Atmosphere, diffusée à partir du 4 octobre 2005 en téléchargement gratuit sur le site de Rhymesayers Entertainment.
Le 4 janvier 2008, le magazine Wired a désigné Strictly Leakage « meilleur téléchargement gratuit de la semaine ». Le 19 décembre 2008, NPR l'a classé à la neuvième place de sa liste des « 10 meilleures mixtapes de l'année ».

## Liste des titres
| No  | Titre                                                                                                   | Contient un (des) sample(s) de | Durée |
| --- | --- | --- | ----- |
| 1.  | YGM | I'll Play the Blues for You d'Albert King Just Hangin' Out de Main Source Together Forever (Krush-Groove 4) (Live at Hollis Park '84) de Run–D.M.C. | 4:10  |
| 2.  | Little Math You                                                                                         | Either d'Allen Toussaint | 2:46  |
| 3.  | Full Moon                                                                                               | | 3:45  |
| 4.  | The Things That Hate Us                                                                                 | Mercy, Mercy, Mercy de Willie Mitchell | 2:54  |
| 5.  | Jewelry                                                                                                 | | 1:33  |
| 6.  | Get It to Get Her                                                                                       | | 2:42  |
| 7.  | Domestic Dog                                                                                            | | 3:13  |
| 8.  | Crewed Up (featuring Stage One, St. Paul Slim, Muja Messiah, YZ, Brother Ali, Toki Wright et Blueprint) | Got to Getcha de Maceo & All the King's Men | 4:31  |
| 9.  | What They Sittin For?                                                                                   | | 1:17  |
| 10. | That's Not Beef, That's Pork                                                                            | | 3:48  |
| 11. | The Old Style (featuring DJ Plain Ol' Bill)                                                             | | 2:51  |
| 12. | You Played Yourself                                                                                     | Same Beat de Fred Wesley and The J.B.'s | 4:27  |
| 13. | Road to the Riches (featuring DJ Plain Ol' Bill)                                                        | | 4:44  |